# Шарданка
Шарданка — река в Кикнурском районе Кировской области. Левый приток Большой Кокшаги.
Длина реки 10 км, площадь водосборного бассейна 41,8 км². Исток в 6 км к востоку от села Кокшага. Течёт на юго-запад по лесистой местности. Впадает в Большую Кокшагу в 279 км от её устья и в 3 км южнее (ниже) малой деревни Кузнецы.
Населённых пунктов в бассейне реки нет.

## Данные водного реестра
По данным государственного водного реестра России относится к Верхневолжскому бассейновому округу, водохозяйственный участок реки — Волга от Чебоксарского гидроузла до города Казань, без рек Свияга и Цивиль, речной подбассейн реки — Волга от впадения Оки до Куйбышевского водохранилища (без бассейна Суры). Речной бассейн реки — (Верхняя) Волга до Куйбышевского водохранилища (без бассейна Оки).
Код объекта в государственном водном реестре — 08010400712112100000527.